# Lazăr Botoșăneanu
Lazăr Botoșăneanu sau Lazare Botoșăneanu (n. 28 mai 1927, București – d. 19 aprilie 2012, Amsterdam) a fost un renumit zoolog și limnolog român de prestigiu mondial, care a trăit în București până în 1978, apoi a fost forțat să plece din țară, stabilindu-se la Amsterdam. Cele două domenii principale de activitate științifică ale lui Lazăr Botoșăneanu au fost: studiul sistematic, zoogeografic și ecologic al insectelor trihoptere și studiul faunei acvatice subterane, în special a unor grupuri de izopode și crustacee.